# 軟式搖滾
軟式搖滾（英語：Soft rock）有时也稱為輕搖滾（Light rock）、柔和摇滚（Mellow rock）以及抒情搖滾，是一種音樂流派，20世紀70年代以搖滾的技巧，有時吉他使用民謠搖滾的元素，表現出一種較柔和，低調平滑的流行樂聲，80年代後被統稱為成人當代音樂。

## 歷史
硬式搖滾自一九六五年起發展成主流音樂流派。六十年代末期後，將主流搖滾劃分為軟式或硬式變得普遍， 於美國兩個音樂流派各自演化成電台廣播和收音機的重要音樂流派。 軟式搖滾通常從民謠搖滾中取經，以原音吉他和原音樂器演奏，強調旋律及樂章和諧。主要樂手包括卡洛爾·金(Carole King)，卡特·史蒂文斯(Cat Stevens)，赫里斯合唱團(The Hollies)和詹姆士·泰勒(James Taylor)和麵包樂團. 抒情搖滾
常見主題為愛情，日常生活和一般人際關係。此流派經常使用原音結他，鋼琴，合成器，有時亦有薩克斯風，電吉他於軟式搖滾一般會弱化，且調高。後來芝加哥樂隊，老鷹樂團，艾爾頓·強等，逐漸轉化為成人當代音樂模式。

木匠兄妹樂團(The Carpenters)大熱之作(They Long to Be) Close to You於一九七零年發行，後有麵包樂團的Make It with You，兩者均是以柔和樂聲之開山創派之作。 於七十年代中後期，軟式搖滾終於大放異彩，有時貓王，琳達·朗絲黛和洛·史都華及一些較柔和的輕搖滾也會被軟式搖滾電台播放，樂手與樂團包括芭芭拉·史翠珊，琳達·朗絲黛，約翰·丹佛，安·瑪莉，巴瑞·曼尼洛，比利·喬，艾爾頓·強，芝加哥樂隊，Toto樂團, 克里斯拖夫·克羅斯，麥克爾·麥克唐納，英格蘭·丹與約翰·福特·寇利二重唱，空中補給，Seals and Crofts雙人組，America樂團。重組成團的 佛利伍麥克的大碟Rumours專輯(1977)是七十年代的最佳銷量唱片。 一九七七年，一些收音機頻道，如紐約的電台WTFM和WQHT(前WYNY)變成專播軟式搖滾的頻道。